# Antigua-et-Barbuda aux Jeux olympiques d'été de 2024
Antigua-et-Barbuda participe aux Jeux olympiques de 2024 à Paris. Il s'agit de sa 12e participation à des Jeux olympiques d'été.
Les athlètes Cejhae Greene et Joella Lloyd (en) sont nommés porte-drapeaux de la délégation composée de 5 sportifs.

## Nombre d’athlètes qualifiés par sport
Voici la liste des qualifiés et sélectionnés antiguayens par sport (remplaçants compris) :
| Sport      | Hommes | Femmes | Total |
| ---------- | ------ | ------ | ----- |
| Athlétisme | 1      | 1      | 2     |
| Natation   | 1      | 1      | 2     |
| Voile      | 1      | 0      | 1     |
| Total      | 3      | 2      | 5     |

## Résultats

### Athlétisme
| Athlètes          | Épreuve      | Premier tour | Premier tour | Demi-finales | Demi-finales | Finale   | Finale   |
| Athlètes          | Épreuve      | Temps        | Rang         | Temps        | Rang         | Temps    | Rang     |
| ----------------- | ------------ | ------------ | ------------ | ------------ | ------------ | -------- | -------- |
| Cejhae Greene     | 100 m hommes | 10 s 17      | 4e           | Éliminé      | Éliminé      | Éliminé  | Éliminé  |
| Joella Lloyd (en) | 100 m femmes | 11 s 37      | 5e           | Éliminée     | Éliminée     | Éliminée | Éliminée |

### Natation
| Jadon Wuilliez | 100 m brasse hommes | 1 min 2 s 70  | 26e | Éliminé  | Éliminé  | Éliminé  | Éliminé  | Éliminé  | Éliminé  |
| Ellie Shaw     | 100 m brasse femmes | 1 min 14 s 78 | 35e | Éliminée | Éliminée | Éliminée | Éliminée | Éliminée | Éliminée |

### Voile
Nota : le résultat barré est le plus mauvais de l’athlète concerné. Il n’est pas pris en compte dans le total.
| Athlètes    | Compétition  | Régates | Régates | Régates | Régates | Régates | Régates | Régates | Régates     | Régates     | Régates     | Régates     | Régates     | Régates     | Régates     | Régates     | Régates     | Régates      | Total net    | Medal series  | Medal series | Medal series | Classement |
| Athlètes    | Compétition  | 1       | 2       | 3       | 4       | 5       | 6       | 7       | 8           | 9           | 10          | 11          | 12          | 13          | 14          | 15          | 16          | CM           | Total net    | 1/4 de finale | 1/2 finale   | Finale       | Classement |
| ----------- | ------------ | ------- | ------- | ------- | ------- | ------- | ------- | ------- | ----------- | ----------- | ----------- | ----------- | ----------- | ----------- | ----------- | ----------- | ----------- | ------------ | ------------ | ------------- | ------------ | ------------ | ---------- |
| Tiger Tyson | Formula Kite | 16      | 19      | 19      | 17      | 9       | 18      | 9       | Non disputé | Non disputé | Non disputé | Non disputé | Non disputé | Non disputé | Non disputé | Non disputé | Non disputé | Non qualifié | Non qualifié | Non qualifié  | Non qualifié | Non qualifié | 17e        |